# Landkreis Prignitz
Der Landkreis Prignitz ist ein Landkreis im äußersten Nordwesten des Landes Brandenburg. Er ist nach der historischen Landschaft Prignitz benannt.

## Geografie
Der Landkreis hat eine abgelegene Randlage innerhalb Brandenburgs. Über die Hälfte seiner Kreisgrenze ist gleichzeitig die Außengrenze des Landes Brandenburg. Er grenzt an nur einen anderen brandenburgischen Landkreis, aber an drei andere Länder: Mecklenburg-Vorpommern, Niedersachsen und Sachsen-Anhalt.
Nachbarkreise sind im Norden der mecklenburg-vorpommersche Landkreis Ludwigslust-Parchim, im Osten der brandenburgische Landkreis Ostprignitz-Ruppin, im Süden der sachsen-anhaltische Landkreis Stendal und im Westen der niedersächsische Landkreis Lüchow-Dannenberg.

## Gemeinden
Nach Abschluss der Gemeindegebietsreform umfasst der Landkreis 26 Gemeinden, darunter sieben Städte (Einwohnerzahl am 31. Dezember 2024):
| Amtsfreie Städte 1. Perleberg (12.022) 2. Pritzwalk (11.866) 3. Wittenberge (17.058) Weitere amtsfreie Gemeinden 1. Groß Pankow (Prignitz) (3801) 2. Gumtow (3183) 3. Karstädt (5803) 4. Plattenburg (3149) |

Ämter und zugehörige Gemeinden

(Sitz der Amtsverwaltung *)
| 1. Bad Wilsnack/Weisen (6086) 1. Bad Wilsnack, Stadt * (2512) 2. Breese (1526) 3. Legde/Quitzöbel (580) 4. Rühstädt (473) 5. Weisen (995) | 2. Lenzen-Elbtalaue (3878) 1. Cumlosen (718) 2. Lanz (700) 3. Lenzen (Elbe), Stadt * (2031) 4. Lenzerwische (429) | 3. Meyenburg (4067) 1. Gerdshagen (445) 2. Halenbeck-Rohlsdorf (527) 3. Kümmernitztal (354) 4. Marienfließ (680) 5. Meyenburg, Stadt * (2061) | Putlitz-Berge (4682) 1. Berge (715) 2. Gülitz-Reetz (459) 3. Pirow (430) 4. Putlitz, Stadt * (2566) 5. Triglitz (512) |

## Geschichte
Der Landkreis Prignitz wurde im Zuge der brandenburgischen Kreisreform am 6. Dezember 1993 durch Vereinigung der ehemaligen Kreise Pritzwalk (mit Ausnahme der damaligen Gemeinden Blumenthal, Grabow und Rosenwinkel, die in den Landkreis Ostprignitz-Ruppin eingegliedert wurden) und Perleberg (einschließlich der Gemeinden des heutigen Amtes Lenzen-Elbtalaue, die bis zum 31. Juli 1992 zum Landkreis Ludwigslust in Mecklenburg-Vorpommern gehört hatten, mit Ausnahme der Gemeinde Cumlosen, die schon vorher zum Kreis Perleberg gehörte) und den Gemeinden Barenthin, Dannenwalde, Demerthin, Döllen, Granzow, Gumtow, Kolrep, Kunow, Schrepkow, Vehlin, Vehlow und Wutike des Amtes Gumtow des ehemaligen Kreises Kyritz gebildet. Name und Sitz des Landkreises wurde mit dem Prignitz-Gesetz vom 22. April 1993 bestimmt.
Von 1818 bis 1952 gehörte das heutige Kreisgebiet zum Landkreis Ostprignitz und zum Landkreis Westprignitz mit Sitz in den Kreisstädten Kyritz und Perleberg.

## Bevölkerungsentwicklung
Der Landkreis Prignitz besitzt mit 35 Einwohnern je km² (2021) die geringste Bevölkerungsdichte aller Landkreise der Bundesrepublik Deutschland. Die folgende Übersicht zeigt die Einwohnerentwicklung des Landkreises Prignitz seit seiner Bildung im Jahr 1993.
| Jahr | Einwohner |
| ---- | --------- |
| 1993 | 103.740   |
| 1995 | 101.421   |
| 2000 | 095.701   |
| 2005 | 088.340   |
| 2010 | 082.023   |
| 2015 | 077.573   |

| Jahr | Einwohner |
| ---- | --------- |
| 2020 | 76.096    |
| 2021 | 75.574    |
| 2022 | 76.322    |
| 2023 | 76.148    |
| 2024 | 75.595    |

Gebietsstand und Einwohnerzahl am 31. Dezember des jeweiligen Jahres, ab 2011 auf Basis des Zensus 2011, ab 2022 auf Basis des Zensus 2022

## Politik

### Kreistag
- BüP: 1
- Linke: 4
- SPD: 7
- Grüne: 2
- Bauern: 6
- BfB: 1
- BVB/FW: 3
- FDP: 1
- CDU: 9
- AfD: 11
- III. Weg: 1

| Partei / Gruppierung                                | Stimmen 2014 | Stimmen 2019 | Stimmen 2024 |    | Sitze 2014 | Sitze 2019 | Sitze 2024 |
| AfD                                                 | 1,0 %        | 13,3 %       | 24,1 %       | 1  | 6          | 11         |            |
| CDU                                                 | 25,2 %       | 19,0 %       | 19,2 %       | 12 | 9          | 9          |            |
| SPD                                                 | 23,8 %       | 19,1 %       | 14,7 %       | 11 | 9          | 7          |            |
| Bauern und ländliche Region                         | 13,8 %       | 11,2 %       | 13,4 %       | 6  | 5          | 6          |            |
| Die Linke                                           | 18,1 %       | 12,5 %       | 8,1 %        | 8  | 6          | 4          |            |
| BVB/Freie Wähler                                    | 6,2 %        | 10,5 %       | 7,7 %        | 3  | 5          | 3          |            |
| Bündnis 90/Die Grünen                               | 4,9 %        | 7,4 %        | 3,6 %        | 2  | 3          | 2          |            |
| FDP                                                 | 6,9 %        | 6,6 %        | 2,3 %        | 3  | 3          | 1          |            |
| Bürger für Bürger                                   | –            | –            | 1,9 %        | –  | –          | 1          |            |
| III. Weg                                            | –            | –            | 1,5 %        | –  | –          | 1          |            |
| Bürgerbündnis Prignitz – Vernunft und Gerechtigkeit | –            | –            | 1,5 %        | –  | –          | 1          |            |
| Bürgerstimme für die Prignitz                       | –            | –            | 1,1 %        | –  | –          | –          |            |
| Tierschutzpartei                                    | –            | –            | 0,9 %        | –  | –          | –          |            |

### Landrat
- 1993–2014: Hans Lange (CDU)[8]
- 2014–2022: Torsten Uhe (parteilos)
- seit 2022: Christian Müller (SPD)

Am 11. Mai 2014 fand die erste Direktwahl eines Landrats im Landkreis Prignitz statt. Der von der SPD aufgestellte und von der Partei Die Linke unterstützte parteilose Torsten Uhe setzte sich dabei bereits im ersten Wahlgang mit 64,1 % der gültigen Stimmen gegen seine Mitbewerber durch – bis dahin ein Novum im Land Brandenburg. Am 8. Mai 2022 wurde Christian Müller mit 65,5 % der gültigen Stimmen zu seinem Nachfolger gewählt. Seine Amtszeit beträgt entsprechend § 126 der Kommunalverfassung des Landes Brandenburg acht Jahre.

### Wappen
Das Wappen wurde am 14. März 1994 genehmigt.
Blasonierung: „In Rot über Silber durch Wellenschnitt geteilt; oben eine goldbewehrte, flugbereite silberne Gans begleitet von acht einen oben offenen Halbkreis bildenden silbernen Perlen, unten ein rotbezungter, schreitender schwarzer Wolf.“
Bedeutung: „Die Schildteilung Rot über Silber zeigt die Farben des Landes Brandenburg. Der Wellenschnitt weist auf die Lage an der Elbe. Die flugbereite Gans erinnert an das Geschlecht der Gans Edlen Herren zu Putlitz, die im 12. Jahrhundert gemeinsam mit dem Bischof von Havelberg in der Prignitz das Christentum und die deutsche Kultur einführten und ländliche Kolonisation betrieben. Ihr Symbol kehrt im Wappen der Stadt Putlitz wieder und stand früher auch für Wittenberge. Der Perlenkranz steht für die Kreisstadt Perleberg, der Wolf für die bisherige Kreisstadt Pritzwalk.“
Die Wappen der Ämter, Städte und Gemeinden des Landkreises findet man in der Liste der Wappen im Landkreis Prignitz.

### Flagge
Die Flagge ist schwarz-weiß (1:1) gestreift und mittig mit dem Kreiswappen belegt.

## Wirtschaft und Infrastruktur

### Wirtschaft
Im Zukunftsatlas 2016 belegte der Landkreis Prignitz Platz 399 von 402 Landkreisen, Kommunalverbänden und kreisfreien Städten in Deutschland und zählt damit zu den Regionen mit „sehr hohen Zukunftsrisiken“. Der Landkreis zählte damit zu den strukturschwächsten Gebieten des Landes. Der Zukunftsatlas 2019 listet den Landkreis Prignitz auf Platz 395.
Der wirtschaftliche Charakter der Region wird geprägt durch die landwirtschaftliche Produktion und Verarbeitung, klein- und mittelständische Industrie, Handwerk und Gewerbe in den verschiedensten Bereichen sowie einen breiten Dienstleistungssektor.
Als regionale Schwerpunkte der wirtschaftlichen Entwicklung sind der durch das Land Brandenburg ausgewiesene Regionale Wachstumskern Perleberg-Wittenberge-Karstädt und die Region um Pritzwalk/Falkenhagen zu betrachten.
Insgesamt elf vollständig erschlossene Gewerbegebiete für die gewerbliche Wirtschaft sind im Landkreis Prignitz ausgewiesen.

### Verkehr
Der Landkreis Prignitz hat Anschluss an die Bundesautobahnen A 24 und A 14 sowie die Bundesstraßen B 189 und B 5, die sich in Perleberg kreuzen, die Bundesstraßen B 103 und B 107, die sich in Pritzwalk kreuzen, sowie über die B 195 und die B 321.
Der Busverkehr im gesamten Landkreis wird durch die ARGE Prignitzbus durchgeführt. Das Busnetz ist hierarchisch gegliedert, viele Dörfer des Landkreises werden mehrmals täglich von Rufbussen bedient. Die Bus-Hauptachsen werden im Taktverkehr befahren. Der Schienenverkehr wird durch die Deutsche Bahn AG, die Ostdeutsche Eisenbahn und die Hanseatische Eisenbahn erbracht, Knoten für alle Linien ist der Bahnhof Wittenberge. Für Bus und Bahn gilt ein einheitlicher Tarif (Verkehrsverbund Berlin-Brandenburg).
Bis etwa 1970 waren die beiden Vorgängerkreise durch ein umfangreiches Netz normal- und schmalspuriger Strecken der Kleinbahnen der Kreise Ost- und Westprignitz erschlossen.

## Schutzgebiete
Im Landkreis befinden sich 35 ausgewiesene Naturschutzgebiete (Stand Februar 2017).

## Kfz-Kennzeichen
Am 1. Januar 1994 wurde dem Landkreis das Unterscheidungszeichen PR zugewiesen und seitdem ausgegeben.
Bis etwa zum Jahr 2000 erhielten Fahrzeuge aus den Altkreisen besondere Erkennungsnummern:
| Gebiet             | Buchstaben | Zahlen    |
| ------------------ | ---------- | --------- |
| Altkreis Perleberg | A bis S    | 1 bis 999 |
| Altkreis Perleberg | AA bis SZ  | 1 bis 999 |
| Altkreis Pritzwalk | T bis Z    | 1 bis 999 |
| Altkreis Pritzwalk | TA bis ZZ  | 1 bis 999 |

## Eingliederungen und Zusammenschlüsse von Gemeinden
In der Tabelle sind die Eingliederungen und Zusammenschlüsse von Gemeinden seit der Bildung des Landkreises am 5. Dezember 1993 erfasst.
| Gemeinde            | Datum      | Eingliederung von                                                                                         | nach         | Zusammenschluss von | zu                  |
| ------------------- | ---------- | --- | ------------ | --- | ------------------- |
| Bad Wilsnack        | 31.12.2001 | Grube | Bad Wilsnack | |                     |
| Breese              | 26.10.2003 | Groß Breese                                                                                               | Brese        | |                     |
| Groß Pankow         | 31.12.2002 | |              | Baek Boddin-Langnow Groß Pankow Groß Woltersdorf Helle Kehrberg Klein Gottschow Kuhbier Kuhsdorf Lindenberg Retzin Tüchen Vettin Wolfshagen | Groß Pankow         |
| Gülitz-Reetz        | 31.12.2001 | |              | Gülitz Reetz | Gülitz-Reetz        |
| Gumtow              | 30.06.2002 | |              | Barenthin Dannenwalde Demerthin Döllen Görike Granzow Groß Welle Gumtow Kolrep Kunow Schönebeck Schönhagen Schrepkow Vehlin Vehlow Wutike   | Gumtow              |
| Halenbeck-Rohlsdorf | 31.12.2001 | |              | Halenbeck Rohlsdorf | Halenbeck-Rohlsdorf |
| Karstädt            | 31.12.2001 | |              | Blüthen Dallmin Groß Warnow Karstädt Kribbe Laaslich Premslin Reckenzin                                                                     | Karstädt            |
| Karstädt            | 31.12.2002 | Garlin Mankmuß Pröttlin                                                                                   | Karstädt     | |                     |
| Karstädt            | 26.10.2003 | Boberow Nebelin                                                                                           | Karstädt     | |                     |
| Kümmernitztal       | 31.12.2001 | |              | Grabow-Buckow Preddöhl | Kümmernitztal       |
| Legde/Quitzöbel     | 31.03.2002 | |              | Legde Quitzöbel | Legde/Quitzöbel     |
| Lenzen              | 26.10.2003 | Eldenburg Mellen                                                                                          | Lenzen       | |                     |
| Lenzerwische        | 26.10.2003 | |              | Besandten Wootz | Lenzerwische        |
| Marienfließ         | 31.12.2001 | |              | Frehne Jännersdorf Krempendorf Stepenitz | Marienfließ         |
| Meyenburg           | 31.12.2001 | Schmolde                                                                                                  | Meyenburg    | |                     |
| Perleberg           | 06.12.1993 | Dergenthin Quitzow Sükow                                                                                  | Perleberg    | |                     |
| Pirow               | 31.12.2001 | Hülsebeck                                                                                                 | Pirow        | |                     |
| Plattenburg         | 31.12.2001 | |              | Bendelin Glöwen Hoppenrade Kleinow Kletzke Krampfer Netzow Viesecke                                                                         | Plattenburg         |
| Pritzwalk           | 06.12.1993 | Schönhagen                                                                                                | Pritzwalk    | |                     |
| Pritzwalk           | 31.12.2001 | Giesensdorf                                                                                               | Pritzwalk    | |                     |
| Pritzwalk           | 31.12.2002 | Alt Krüssow Beveringen Buchholz Falkenhagen Kemnitz Mesendorf Sadenbeck Seefeld Steffenshagen Wilmersdorf | Pritzwalk    | |                     |
| Putlitz             | 31.12.2001 | |              | Laaske Lockstädt Lütkendorf Mansfeld Nettelbeck Porep Putlitz Sagast Telschow-Weitgendorf                                                   | Putlitz             |
| Triglitz            | 31.12.2001 | |              | Mertensdorf Silmersdorf Triglitz | Triglitz            |
| Wittenberge         | 01.12.1997 | Bentwisch                                                                                                 | Wittenberge  | |                     |

## Sonstiges
Im Kreisgebiet wird gelegentlich ostniederdeutsches Platt gesprochen.
Der altpolabische Name Przegnica, beziehungsweise dessen ursprüngliche Form Pregynica, der etwa mit „ungangbares Waldgebiet“ oder „schwer passierbare Gegend“ zu übersetzen wäre, stammt von den slawischen Lutizen, Drevanen und Hevellern und geht auf die Zeit von vor 1100 zurück.